# Международная евро-азиатская федерация айкидо
Международная евро-азиатская федерация айкидо (МЕАФА) — создана для защиты общих интересов, она также направлена на развитие и популяризацию айкидо.
МЕАФА является всестилевой федерацией, её членами не могут быть  общественные объединения, которые пропагандируют неспортивные стили айкидо.

## История
Во времена СССР существовала Федерация Айкидо СССР, которая объединяла людей, занимающихся айкидо из различных Республик СССР. Когда в 1991 году Советский Союз распался, Федерация Айкидо СССР (несмотря на то, что бывшие союзные республики стали суверенными государствами) осталась в том же составе. Было принято решение переименовать Федерацию Айкидо СССР в «Международную Евро-Азиатскую Федерацию Айкидо» (так как созданные государства территориально располагаются в Европе и Азии). Официальной датой создания МЕАФА считается 5 июля 1995 года.

## В настоящее время
В настоящее время МЕАФА не проводит больше мероприятия (семинары, фестивали и спортивные праздники), в которых участвовали представители всех уголков бывшего Советского Союза и стран дальнего зарубежья. На базе Академии физической культуры МЕАФА отменила государственные курсы по подготовке инструкторов айкидо.

## Федерации

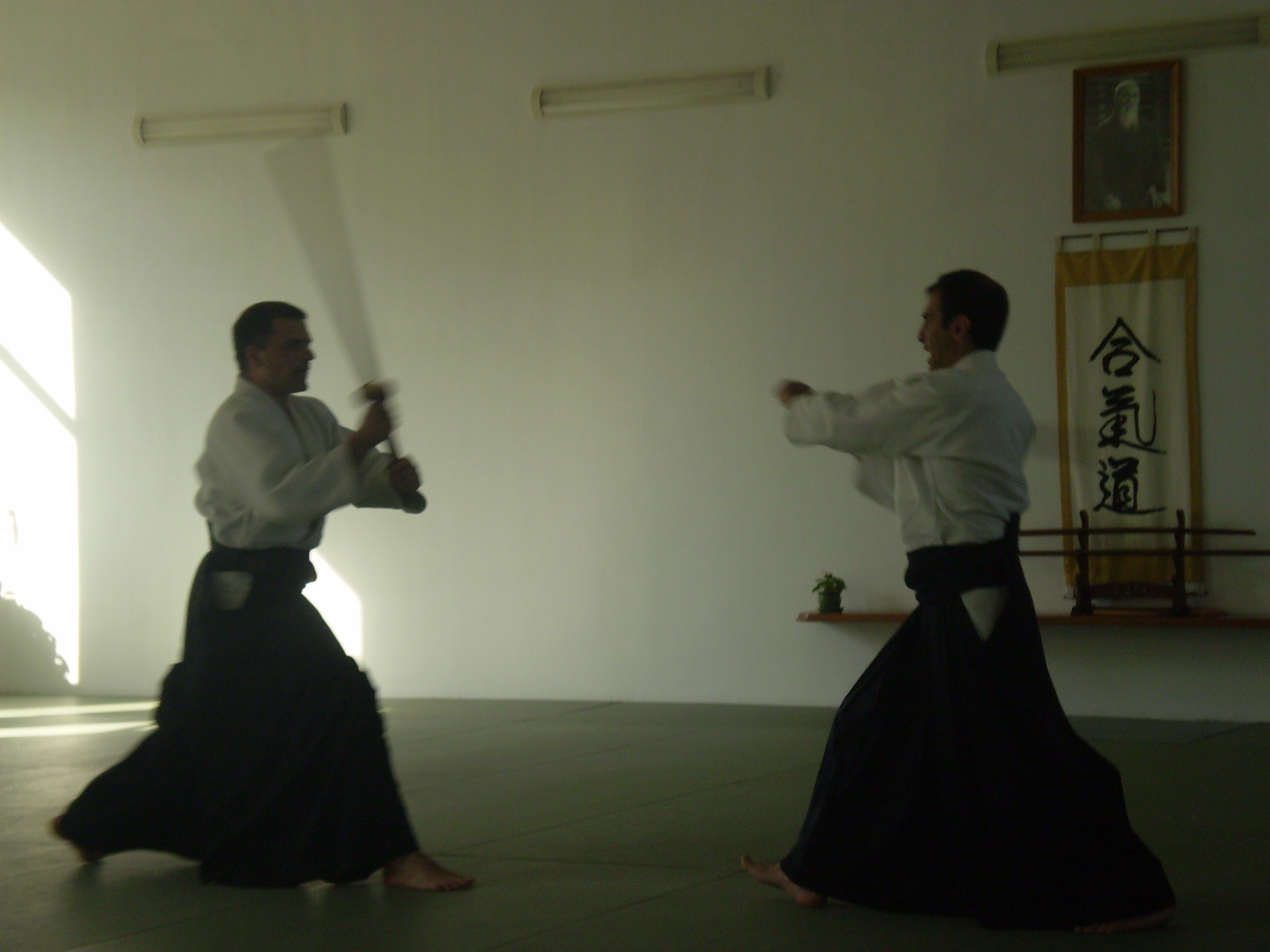

### Входящие в МЕАФА
- Азербайджан
- Россия
- Украина
- Молдавия
- Белоруссия
- Узбекистан
- Казахстан
- Кыргызстан
- Литва
- Латвия
- Таджикистан
- Эстония

### Не входящие в МЕАФА
- Армения
- Туркменистан